# Cadre de santé en France
 (novembre 2021).
Pour le statut de cadre, voir Cadre (entreprise).
Sous l'appellation Cadre de santé est désigné un salarié du secteur privé ou public, généralement un professionnel paramédical, chargé de missions d'encadrement et/ou de formation d'autres professionnels de santé.
En France, le diplôme de cadre de santé obtenu dans un Institut de formation des cadres de santé sanctionne une formation d'encadrement hospitalier commune à différentes professions paramédicales. Le métier de cadre de santé est classé dans les professions intermédiaires, rubrique 431a selon le PCS.
Dans la fonction publique hospitalière, le cadre de santé relève de la catégorie A.

## Terminologie
Le terme de cadre de santé fédère plusieurs appellations communes aux mêmes fonctions, dont notamment : cadre infirmier, surveillant, infirmier chef, infirmier responsable d'unité, moniteur d'école de santé, cadre pédagogique,  cadre formateur ou cadre formatrice en soins infirmiers.

## Rôle et missions
Le cadre de santé se voit confier des fonctions d'organisation des activités de soins, de management des ressources humaines et de gestion économique, de formation et de recherche. Il exerce au sein d'une unité fonctionnelle de soins ou auprès d'un groupe de professionnels. Dans une unité de soins, il organise et assure la gestion des effectifs, du matériel, des lits, des projets et de l’activité en collaboration avec le médecin chef de service. Il est le garant de la qualité et de la sécurité des soins de l'unité dont il a la responsabilité.
Il existe deux versants du métier: versant managérial ou de formation des paramédicaux. En tant que manager, le cadre de santé a comme principale mission l'organisation, l'évolution et l'évaluation des soins ou des actes techniques effectués par l'équipe dans l'unité de soins qu'il encadre, en lien avec des objectifs d'établissement ou un projet médical. Il collabore étroitement avec l'équipe dont il est responsable et dont il assure l'animation, sous l'autorité du directeur des soins[1]. En tant que formateur dans un institut, il a comme responsabilité la formation, l'accompagnement des étudiants, le suivi et l'organisation des formations paramédicales.

Le métier, à l’image des professions paramédicales, est très féminisé avec un taux de féminisation d’environ 70 à 80%.

## Formation

### En France

#### Qualification
Peuvent prétendre à l'accès à la formation de cadre de santé ou à des missions de faisant fonction de cadre de santé, les candidats issus des filières suivantes, à condition de justifier de quatre ans plein d'exercice :
- Filière infirmière : infirmier, puériculteur, infirmier de bloc opératoire, infirmier anesthésiste,infirmier de secteur psychiatrique

- Filière médicotechnique : manipulateur en électroradiologie médicale, préparateur en pharmacie, technicien de laboratoire d’analyses biomédicales

- Filière rééducation : diététicien, ergothérapeute, masseur-kinésithérapeute, orthophoniste, orthoptiste, pédicure-podologue, psychomotricien

Le diplôme de cadre de santé est obligatoire et non négociable pour accéder au grade de cadre de santé dans le secteur public. Il s'obtient par une formation validée dans un Institut de formation des cadres de santé (IFCS).
Cependant, la profession ne faisant pas partie des professions réglementées en France, il est à noter que dans le secteur privé, le diplôme de cadre de santé n'est pas forcément requis pour exercer la fonction de cadre de santé. Il existe des formations parallèles (Diplômes Universitaires, accès au master sans concours, etc.) permettant de valider une formation pour des fonctions managériales.

#### Faisant fonction de cadre de santé
De façon assez atypique, le métier de cadre de santé est pour beaucoup, débuté par une période de "faisant fonction" de plusieurs années avant que la formation initiale soit financée par l'organisation qui emploie le salarié. Cette période a différents buts et limites mais permet principalement d'évaluer pour le futur cadre, si c'est bien le métier vers lequel il veut s'engager. Cette période est aussi un moyen pour l'organisation d'évaluer et tester les qualités managériales avant un financement des études, il est aussi souvent un espace de formation pratique plus ou moins encadré par des pairs ou des cadres supérieurs ,,. De plus en plus d'établissements subordonnent le financement des études à la réalisation d'une période de faisant fonction de cadre de santé de minimum un an.

#### Modalités d'accès
En France, l'accès à la formation dans un Institut de Formation de Cadres de Santé, délivrant un diplôme de Cadre de Santé, est subordonné à la réussite au concours d'entrée ouvert chaque année par les Instituts de Formation des Cadres de Santé (IFCS). Les inscriptions ont lieu entre janvier et février et les épreuves se déroulent entre mars et mai. Il existe 40 IFCS en France (dont 5 en Ile-de-France) qui sont principalement rattachés auprès des CHU supports.   
La sélection des candidats se décompose en deux épreuves :   
- L'épreuve d'admissibilité qui consiste en une épreuve écrite et anonyme de 4 heures (notée sur 20) dont l'objet porte sur "un commentaire d'un texte sur un sujet d'ordre sanitaire et social, et qui a pour but de tester les capacités d'analyse et de synthèse du candidat, son aptitude à développer et argumenter ses idées par écrit."
- Une fois déclaré admissible à l'épreuve écrite (note supérieure ou égale à 10/20), le candidat pourra prétendre à l'épreuve d'admission qui consiste en une épreuve orale de 30 minutes (10 minutes pour le candidat et 20 minutes d'entretien de questions réponses avec le jury, notée sur 20) où il aura préalablement préparé un dossier professionnel selon la méthodologie requise[5].

La moyenne des notes des épreuves d'admissibilité et d'admission permet de départager les candidats.
Cependant, il existe d'autres formations (Diplômes universitaires, Master sur dossier sans concours, etc. ) en dehors des Instituts de Formation de Cadres de Santé qui s'adressent à des professionnels du secteur privé souhaitant une alternative à la formation à l'IFCS qui est contraignante car subordonnée à la réussite à un concours d'entrée et à une formation de 10 mois à temps plein.

#### La formation initiale
La formation se déroule dans un institut de formation des cadres de santé (IFCS), lequel possède un agrément pour un nombre défini d'étudiants par filière et par profession. Elle se déroule sur une année universitaire. 
Le programme de formation est réparti en six modules.
- Module 1 : initiation à la fonction cadre (90 heures)
- Module 2 : santé publique (90 heures)
- Module 3 : analyse des pratiques et initiation à la recherche (90 heures)
- Module 4 : fonction d'encadrement (150/180 heures)
- Module 5 : fonction de formation (150/180 heures)
- Module 6 : approfondissement des fonctions d'encadrement et de formation professionnels (150 heures)

Il y est abordé de nombreux domaines des sciences sociales et de la pédagogie, du management à la comptabilité en passant par philosophie ou la communication.
Il est en partie théorique mais s'appuie également sur 4 stages pour étayer les 6 modules:
- Module 1 : 3 semaines de stage hors secteur sanitaire.
- Module 4 : 3 ou 4 semaines de stage en établissement sanitaire ou social.
- Module 5 : 3 ou 4 semaines de stage en établissement de formation sanitaire ou social.
- Module 6 : 4 semaines de stage soit en établissement sanitaire ou social, soit en établissement de formation, soit en structure de santé publique.

La validation du diplôme de cadre de santé est encadrée : après avoir obtenu la moyenne dans les modules 1,2,4 et 5, l'étudiant est autorisé à présenter son mémoire et ensuite sa soutenance qui lui permettront de valider les modules 3 et 6. La moyenne est nécessaire à ces deux derniers modules pour l'obtention du diplôme. Il existe des sessions de rattrapage à chacune des épreuves et modules qui sont organisées par chaque IFCS.
De plus en plus d'Instituts de Formation des Cadres de Santé proposent la validation d'un diplôme de niveau Master 2 (Bac +5) conjointement à la validation du diplôme de Cadre de Santé.

## Rémunération
Le salaire d’un cadre de santé dans la fonction publique hospitalière (après les mesures du Ségur de la santé) est :
après 1 an de carrière : 2 256 € net mensuel
après 5 ans de carrière :  2 514 € net mensuel
après 20 ans de carrière :  3 624 € net mensuel
en fin de carrière :  3 941 € net mensuel
Les salaires sont à peu près équivalents, voire légèrement supérieurs, dans le secteur privé.
Depuis le Ségur, les cadres de santé du secteur public peuvent accéder sous conditions à la catégorie hors classe avec une rémunération pouvant aller jusqu’à 4554 € brut mensuel hors primes (grade fonctionnel HEA).

### Évolution de carrière possible

#### Accès au grade de cadre supérieur de santé
Il est possible d'évoluer après 3 ans d’exercice, sur concours sur titre dans chaque établissement, au grade de cadre supérieur de santé . Des quotas par filière d'origine sont instaurés. 

#### Accès au corps des directeurs des soins
Les cadres de santé des filières infirmière, médicotechnique et de rééducation comptant au moins cinq ans de services en cette qualité exerçant, soit dans les trois fonctions publiques (étatique, hospitalière, territoriale), soit dans le secteur privé (ESPIC), peuvent se présenter au concours national sur épreuves d'accès au cycle de formation des élèves directeurs des soins, organisé par le Centre national de gestion.  
Avant de se présenter à ce concours, les candidats peuvent s'inscrire à une préparation proposée par un organisme de formation soit intégrer le cycle préparatoire de l’École des Hautes Études en Santé Publique s'ils sont lauréats du concours d'accès préparant au concours interne d'élève directeur des soins organisé par le Centre national de gestion.  
La formation théorique sous forme de stage dure un an et s'articule autour de trois axes :
- santé publique,
- management hospitalier,
- métier.

À l'issue de la formation, l'élève directeur des soins postule sur l'un des postes offerts à la vacance après publication au Journal Officiel.